# Saint-Vincent-de-Salers
Saint-Vincent-de-Salers – miejscowość i gmina we Francji, w regionie Owernia-Rodan-Alpy, w departamencie Cantal.
Według danych na rok 1990 gminę zamieszkiwało 127 osób, a gęstość zaludnienia wynosiła 7 osób/km² (wśród 1310 gmin Owernii Saint-Vincent-de-Salers plasuje się na 717. miejscu pod względem liczby ludności, natomiast pod względem powierzchni na miejscu 513.).